# Bijeli Drim
Bijeli Drim (alb. Drini i Bardhë) (Drin) je najveća rijeka na Kosovu. Izvor rijeke se nalazi u Pećkom okrugu, desetak kilometara sjeverno od mjesta Peć, iznad sela Radac uz cestu za Crnu Goru. Vodopad na izvoru često stvara bijelu pjenu, po kojoj je rijeka i dobila naziv. U blizini sela Radac je lijepi vodopad u kojemu se može uživati tijekom cijele godine, ljeti u hladnoj vodi, na jesen u raznim bojama, a zimi u bijeloj pjeni.
U Bijelim Drim ulijevaju se Erenik, Prizrenska Bistrica, Dečanska Bistrica i druge rijeke.